# Neuseeländische Badminton-Juniorenmeisterschaft
Neuseeländische Badminton-Juniorenmeisterschaften waren in den Anfangsjahren des Badmintonsports in Neuseeland mit den Herrendisziplinen Teil der Erwachsenentitelkämpfe, weitere Disziplinen folgten im Laufe der Zeit. Später wurden eigene Veranstaltungen für Junioren eingeführt. In den ersten Jahrzehnten waren Sportler der Altersklasse U18 startberechtigt. In der Saison 1997/1998 wurde die Altersgrenze um ein Jahr angehoben. Im Laufe der Zeit wurden Meisterschaften für weitere Altersklassen hinzugefügt (U13, U15, U17).

## Die Junioren-Titelträger
| Saison    | Herreneinzel      | Dameneinzel       | Herrendoppel                         | Damendoppel                       | Mixed                               |
| --------- | ----------------- | ----------------- | ------------------------------------ | --------------------------------- | ----------------------------------- |
| 1971      | Chris Bullen      | M. Skeen          | P. Whiting Steve Wilson              | B. Coetzer S. Gloyn               | Chris Bullen A. Wilson              |
| 1972      | Peter Skelt       | M. Skeen          | David Charlesworth M. Reece          | C. Bullen Alison Gow              | Peter Skelt M. Skeen                |
| 1973      | keine Daten       | keine Daten       | keine Daten                          | keine Daten                       | keine Daten                         |
| 1974      | Nigel Skelt       | A. Ross           | Nigel Skelt C. Ingle                 | A. Ross S. Skeen                  | Nigel Skelt S. Horrell              |
| 1975      | Graeme Robson     | E. Gray           | Graeme Robson Stephen Lobb           | E. Gray S. Phillips               | Graeme Robson S. Phillips           |
| 1976      | Graeme Robson     | Karen Phillips    | Graeme Robson Philip Horne           | J. Gray Toni Whittaker            | Philip Horne P. Jones               |
| 1977      | John Miles        | J. Gray           | John Miles B. Fenton                 | Karen Phillips K. Warnock         | Philip Horne P. Jones               |
| 1978 2005 | keine Daten       | keine Daten       | keine Daten                          | keine Daten                       | keine Daten                         |
| 2006      | Chance Cheng      | Melissa Leviana   | Henry Tam Chance Cheng               | Emma Rodgers Danielle Barry       | Kevin Dennerly-Minturn Emma Rodgers |
| 2007 2009 | keine Daten       | keine Daten       | keine Daten                          | keine Daten                       | keine Daten                         |
| 2010      | Luke Charlesworth | Victoria Cheng    | Luke Charlesworth Evan Lee           | Aviva Pak Anona Pak               | Luke Charlesworth Mary O’Connor     |
| 2011      | Asher Richardson  | Anona Pak         | Samuel Ho Riga Oud                   | Anona Pak Madeleine Stapleton     | Maika Phillips Anona Pak            |
| 2012      | Samuel Ho         | Lilian Shih       | Samuel Ho Riga Oud                   | Felicity Leydon-Davis Lilian Shih | Kerwyn Lee Lilian Shih              |
| 2013      | Kerwyn Lee        | Angie Leung       | Niccolo Tagle Daniel Lee             | Angie Leung Lilian Shih           | Kerwyn Lee Lilian Shih              |
| 2014      | Daxxon Vong       | Deborah Yin       | Daxxon Vong Kevin Zhang              | Angie Leung Jasmin Ng             | Daxxon Vong Deborah Yin             |
| 2015      | Niccolo Tagle     | Deborah Yin       | Niccolo Tagle Benjamin Hillier       | Rowena Devathasan Deborah Yin     | Oscar Guo Deborah Yin               |
| 2016      | Oscar Guo         | Josefine Jensen   | Oscar Guo Dacmen Vong                | Sally Fu Christine Zhang          | Dacmen Vong Deborah Yin             |
| 2017      | Oscar Guo         | Sally Fu          | Oscar Guo Dacmen Vong                | Sally Fu Tamara Otene             | Oscar Guo Tamara Otene              |
| 2018      | Oscar Guo         | Shaunna Li        | Oscar Guo Dacmen Vong                | Roanne Apalisok Janice Jiang      | Oscar Guo Tamara Otene              |
| 2019      | Edward Lau        | Shaunna Li        | Adam Jeffrey Evan Wong               | Roanne Apalisok Janice Jiang      | Edward Lau Shaunna Li               |
| 2020      | Ricky Cheng       | Shaunna Li        | Jack Wang Carlos Iv Luna             | Roanne Apalisok Janice Jiang      | Jack Wang Roanne Apalisok           |
| 2021      | nicht ausgetragen | nicht ausgetragen | nicht ausgetragen                    | nicht ausgetragen                 | nicht ausgetragen                   |
| 2022      | Lezhi Zhu         | Elly Li           | Lezhi Zhu Markis Tew                 | Grace Xiong Angelina Ung          | Samuel Navarra Angelina Ung         |
| 2023      | Daniel Hu         | Josephine Zhao    | Raphael Chris Deloy Samuel Navarra   | Victoria Guo Smile Li             | Chris Benzie Berry Ng               |
| 2024      | Jack Ji           | Yanxi Liu         | Raphael Chris Deloy Tristan Apalisok | Yanxi Liu Natalie Ting            | Larry Li Rebecca Zhang              |